# Nordschau (NDR)
Die Nordschau war ursprünglich eine Fernsehsendung des NDR im Ersten Deutschen Fernsehen, später war das der Titel des Regionalfensters für den Norden im Ersten. An der Sendung beteiligte sich auch Radio Bremen. Die Nordschau präsentierte anfangs Reportagen und Nachrichten, darunter die Reportage-Reihe „Es geht ums Geld“.
Die Nordschau startete am 1. Dezember 1957 zeitgleich mit der WDR-Sendung Hier und Heute. Seinen ersten Beitrag zur Nordschau lieferte Radio Bremen am 4. Dezember. Die Nordschau lief werktags von 19:15 bis 19:45 und sonntags von 19:15 bis 19:30 Uhr. Unter der Leitung des Journalisten Rüdiger Proske wurde eine Redaktion für die Sendung aufgebaut.
Mit der weiteren Regionalisierung des Programms Anfang der 1980er Jahre und dem Start der Sendung Hallo Niedersachsen, Hamburg Journal, Schleswig-Holstein Magazin und Buten un Binnen verlor die Nordschau immer mehr an Bedeutung. In den 1990er Jahren liefen zum letzten Mal Sendungen unter diesem Namen. Wenig später wurden auch die Regionalmagazine vom Ersten ins Dritte Programm N3 verlegt.
Innerhalb der Nordschau liefen u. a. folgende Sendungen:
- Berichte vom Tage
- Aktuelle Schaubude
- Sportschau der Nordschau
- Nordschau-Magazin

Im moderierten sogenannten Nordschau-Magazin wurden u. a. Interviews mit Studiogästen geführt oder technische Neuheiten vorgestellt.